# Lom, Norveška
Lomje občina v okrožju Innlandet na Norveškem. Leži v tradicionalnem okrožju Gudbrandsdal. Upravno središče občine je vas Fossbergom. Drugo vaško območje v Lomu je Elvesæter.
1969 kvadratnih kilometrov občina je 38. največja po površini od 356 občin na Norveškem. Lom je 266 najbolj naseljena občina na Norveškem z 2211 prebivalci. Gostota prebivalstva v občini je 1,2 prebivalca na kvadratni kilometer, njeno prebivalstvo pa se je v zadnjih 10 letih zmanjšalo za 7,2 %.
Lom je znan po svoji obsežni zgodovini, po Lomski leseni cerkvi, eni redkih preostalih cerkva na Norveškem. Tudi zato, ker je sredi najvišjih gora severne Evrope.
Občina Lom je bila ustanovljena 1. januarja 1838. Skjåk se je kot samostojna občina od Loma odcepil leta 1866.

## Ime
Staronorveški obliki imena sta bili Lóar (nominativ) in Lóm (dativ). Ime je množinska oblika od ló = 'travnik'.

## Grb
Grb je iz leta 1987. Na njem so trije skjeltrekor-ji, posebna vrsta lopate za metanje vode preko polj.

## Geografija
Lom je izhodišče do gorovja Jotunheimen in Narodnega parka Jotunheimen. V občini sta dva najvišja norveška vrhova: Galdhøpiggen (2469 m) in Glittertind (2464 m), ki se nahajata na območju parka.
Lom na severozahodu omejuje občina Skjåk, na severu Lesja, na vzhodu in jugovzhodu Vågå, na jugu pa Vang, ki so vse občine v nekdanjem okrožju Oppland, danes Innlandet. Na jugozahodu meji na občino Luster, ki je v nekdanjem okrožju Sogn og Fjordane, danes Vestland. Vas Lom je v dolini na nadmorski višini 382 m. 
Podnebje je po norveških standardih zelo kontinentalno. Povprečna letna mera padavin je 321 mm, mesečna 24-urna povprečna temperatura pa se giblje med -10 °C (januar) om 14 °C (julij). ( Arhivirano 2005-02-04 na Wayback Machine.). Velika gorska območja v Lomu so precej hladnejša in imajo več padavin; snežno vreme je možno tudi poleti na nadmorski višini nad 2000 metrov. Kmetijstvo že stoletja uporablja namakanje.

## Gospodarstvo
Tradicionalno je najpomemnejša gospodarska panoga v Lomu agrikultura, v zadnjih 50. letih pa še turizem. 

## Zgodovina
Preko Loma and Skjåka je vodila stara trgovska pot iz naselja Sunnmøre proti Gudbrandsdalu v regiji Vzhodna Norveška. Namenjena je bila izmenjavi rib in soli (proti notranjosti dežele), ter žita, namenjenega proti obalnim krajem.
Saga o Olafu Haraldsonu pripoveduje, da je sv. Olaf, ko je prvič pogledal navzdol na Lom, komentiral: »Kakšna škoda, da moraš opustošiti tako lepo dolino«. Spričo tako jasne motivacije so se prebivalci doline spreobrnili (od takrat se ponavljajo razprave o tem, ali se je ozrl na Lom ali na sosednjo občino Skjåk, takrat del Loma.) St. Olafs-stuggu, stavbo v kateri naj bi sv. Olaf prenočil leta 1021, še vedno najdete tukaj. Stavba je del okrožnega muzeja Presthaugen.
Lesena cerkev v Lomu, ki je v Fossbergomu, naj bi bila zgrajena leta 1158, zato so leta 2008 praznovali 850. obletnico. Leta 1634 so jo povečali z nadaljnjim dodajanjem dveh ladij leta 1667. Domnevajo, da je bila cerkev prvotno obdana z ambulatorijem, tako kot mnoge druge norveške lesene cerkve, vendar je bil ta obhod odstranjen, ko so dodali stranski krili. V cerkvi je še vedno mogoče videti nekaj runskih napisov. V cerkvi so tudi številne poslikave iz 17. in 18. stoletja z nabožnimi motivi. Veliko slik je ustvaril lokalni umetnik Eggert Munch, daljni sorodnik slavnega Edvarda Muncha. Cerkev vsebuje tudi številne primere lokalnega rezbarstva, kot je razvidno iz dovršenih akantovih zvitkov, ki krasijo prižnico. Izrezljane figure zmajev na strehi so stari simboli zaščite pred zlom. Še vedno je v uporabi kot lokalna cerkev.
Lesena cerkev v Garmu, ki je bila zgrajena okoli leta 1150, je bila prestavljena iz občine Lom v Maihaugen pri Lillehammerju. V Garmu jo je nadomestila nova cerkev.
Med norveško kampanjo leta 1940 je norveška vojska zadrževala nemške vojne ujetnike v taborišču za vojne ujetnike Lom. Nemška Luftwaffe je aprila 1940 dvakrat bombardirala Lom.

## Znani prebivalci
- V Lomu se je rodil književnik Knut Hamsun, dobitnik Nobelove nagrade za književnost leta 1920. Rojstna hiša se nahaja 12 km vzhodno od središča vasi Lom.
- Pesnik Olav Aukrust se je rodil in prebival v Lomu. Blizu cerkve je njegov spomenik.
- Tor Jonsson (1916 - 1951), pesnik in književnik, dobitnik Norveške nagrade kritikov za literaturo se je rodil in prebival v Lomu. Njegova otroška koča je razstavljena v Muzeju občine Lom ob t. i. sončni cesti (solsidevegen).

## Turistične zanimivosti
- Lesena cerkev v Lomu
- Narodni park Jotunheimen
- Norveški gorski muzej in informacijski center narodnega parka Jotunheimen
- Muzej okrožja Lom v Presthaugenu; muzej na prostem
- Fossheimski kamen / mineralni center
- najvišji gorski prelaz v severni Evropi: »Cesta 55« iz Loma čez Sognefjell
- koča Knuta Hamsuna, Garmostrædet
- steber Sagasøyla v dolini Bøverdalen
- irigacijski kanali v Lomu